# Nagyszulin
Nagyszulin (szlovákul: Veľký Sulín) Szulin településrésze, korábban önálló falu Szlovákiában, az Eperjesi kerület Ólublói járásában.

## Fekvése
Ólublótól 23 km-re északkeletre, a lengyel határ mellett, a Poprád bal oldalán fekszik. Szulin nyugati, a folyótól távolabb eső részét képezi.

## Története
Nagyszulin a 16. század végén keletkezett a Szulin-pataktól nyugatra, az ólublói uradalom területén. Vele egyidőben keletkezett Kisszulin is a pataktól keletre a palocsai uradalomhoz tartozó részen.
Nagyszulin a középkorban Ólubló várának tartozéka volt. 1772-ig – az elzálogosított szepesi városokkal együtt – Lengyelországhoz tartozott. A mai település a 17. század elején ruszin lakosság betelepítésével keletkezett, 1616-ban "villa Sulin" néven említik először. Lakói a betelepítéstől számított 9 évre adómentességet élveztek. 1758-ban 11 család lakta, akik erdei munkákból éltek. 1773-ban „Sulín” alakban szerepel. 1787-ben 22 háza volt 136 lakossal.
A 18. század végén Vályi András így ír róla: „SULYIN. Szepes Várm.”
1828-ban 101 háza volt 735 lakossal. 1849. június 6-án Rüdiger tábornok orosz csapatai vonultak keresztül a településen.
Fényes Elek 1851-ben kiadott geográfiai szótárában így ír a faluról: „Szulin, orosz falu, Szepes vmegye északi részén, Sáros vármegye szomszédságában, Lőcséhez 9 1/2 óra. E falu igen hosszu a kiterjedésben, többnyire hegyeken fekve kopár földdel bir. Van 13 urb. telke s erdőt kivéve, az uraságnak nincs földje, hanem erdeje derék. Savanyuviz forrása már Sáros vmegye térén van a Poprád partján. E viz országos hirű, szulini név alatt messze földre elhordatik. Lakja a falut 62 romai, 710 görög katholikus, saját templommal és plebániával. A lakosoknak más kereset módjuk nincs, mint a marhakereskedés. Birja Szulinyi Antal.”
1869-ben 741, 1880-ban 786, 1890-ben 7802 lakosa volt. 1891-ben üveggyár létesült itt, a falunak ezt a részét ma is Hutának hívják. Lakói mezőgazdasággal, állattartással, erdei munkákkal foglalkoztak. A 19. század végén sokan kivándoroltak. 1910-ben 607, túlnyomórészt ruszin lakosa volt. A trianoni diktátum előtt Szepes vármegye Ólublói járásához tartozott.
1960-ban Kisszulinnal egyesítették Szulin néven.

## Nevezetességei
- Mihály arkangyalnak szentelt görögkatolikus temploma 1879-ben épült neoklasszicista stílusban.

## Lásd még
- Szulin
- Kisszulin